# Pseudolimnophila (Pseudolimnophila) rhanteria
Pseudolimnophila (Pseudolimnophila) rhanteria is een tweevleugelige uit de familie steltmuggen (Limoniidae). De soort komt voor in het Oriëntaals gebied.